# Rezerwat przyrody Góra Miłek
Rezerwat przyrody Góra Miłek – leśny rezerwat przyrody w Wojcieszowie, w powiecie złotoryjskim, w województwie dolnośląskim.
Położony jest w Sudetach Zachodnich, na obszarze Wschodniego Grzbietu Gór Kaczawskich, w jego zachodniej części. Obejmuje prawie całe wzniesienie Miłek nad Wojcieszowem Górnym.
Został powołany Zarządzeniem Ministra Ochrony Środowiska, Zasobów Naturalnych i Leśnictwa z 26 stycznia 1994 roku (M.P. z 1994 r. nr 16, poz. 115). Zajmuje powierzchnię 141,35 ha (akt powołujący podawał 141,39 ha).
Według aktu powołującego, celem ochrony rezerwatu jest zachowanie ze względów naukowych i dydaktycznych charakterystycznego dla Sudetów fragmentu regla dolnego na podłożu wapiennym wraz z występującymi tu naturalnymi zespołami roślinnymi (rośliny wapieniolubne i kserotermiczne) i bogatą fauną bezkręgowców (ślimaki, pająki i inne).
Obszar rezerwatu zbudowany jest ze staropaleozoicznych skał metamorficznych – zieleńców i łupków zieleńcowych, fyllitów, łupków albitowo-serycytowych i kwarcowo-serycytowych, marmurów (wapieni krystalicznych) oraz keratofirów i porfiroidów (skał metamorficznych pochodzenia wulkanicznego), należących do metamorfiku kaczawskiego. Największe rozprzestrzenienie mają wapienie krystaliczne, budujące najwyższe wzniesienia, zaś nieco mniejsze – zieleńce. Pozostałe skały mają podrzędne znaczenie. Na zboczach występują skałki, bloki skalne, rumosze skalne i gliny zboczowe.
Na obszarze rezerwatu opisano następujące zbiorowiska roślinne – dominuje zespół żyznej buczyny sudeckiej – Dentario enneaphylli-Fagetum oraz sudecka buczyna storczykowa  Fagus sylvatica-Hypericum maculatum ponadto na niewielkich powierzchniach występują: łęg podgórski – Carici remotae-Fraxinetum, zespół łąki rajgrasowej – Arrhenatheretum elatioris, zespół zanokcicy skalnej i murowej – Asplenietum trichomano-rutae-murariae, zespół murawy kserotermicznej – Festucetum pallentis oraz zastępcze zbiorowiska leśne, które zajmują powierzchnię ok. 40 ha.
W lesie występują dorodne buki oraz świerki, sosny, modrzewie, dęby, klony, jawory, brzozy i jarzębiny. W runie leśnym występują m.in. wawrzynek wilczełyko, lilia złotogłów, śnieżyczka przebiśnieg, przylaszczka, pierwiosnek, miesiącznica trwała, żankiel zwyczajny, marzanka wonna, kopytnik pospolity, storczyki, takie jak obuwik pospolity, buławnik wielkokwiatowy i buławnik mieczolistny, listera jajowata, kruszczyk szerokolistny, kukułka bzowa (od dawna nienotowana), kukułka szerokolistna, kukułka Fuchsa, podkolan biały, gnieźnik leśny. Na terenie rezerwatu występuje cyklamen purpurowy, dla którego góra Miłek jest jedynym obszarem występowania w kraju. Rośnie tu bardzo rzadka w Polsce zaraza bladokwiatowa.
Z obszaru rezerwatu notowano też rzadkie grzyby: 3 gatunki gwiazdoszy, borowik szatański i muchomor szyszkowaty.
Obserwowano tu 38 gatunków śluzowców, 36 gatunków porostów naskalnych, 83 gatunki mchów.
Rezerwat nie posiada planu ochrony, obowiązują za to zadania ochronne, z których wynika, że obszar rezerwatu objęty jest ochroną czynną.
W 2015 roku otworzono ścieżkę dydaktyczną o długości około 4 km, ciągnącą się wzdłuż granic rezerwatu oraz zahaczającą o nieczynny kamieniołom (będący poza terenem chronionym). 

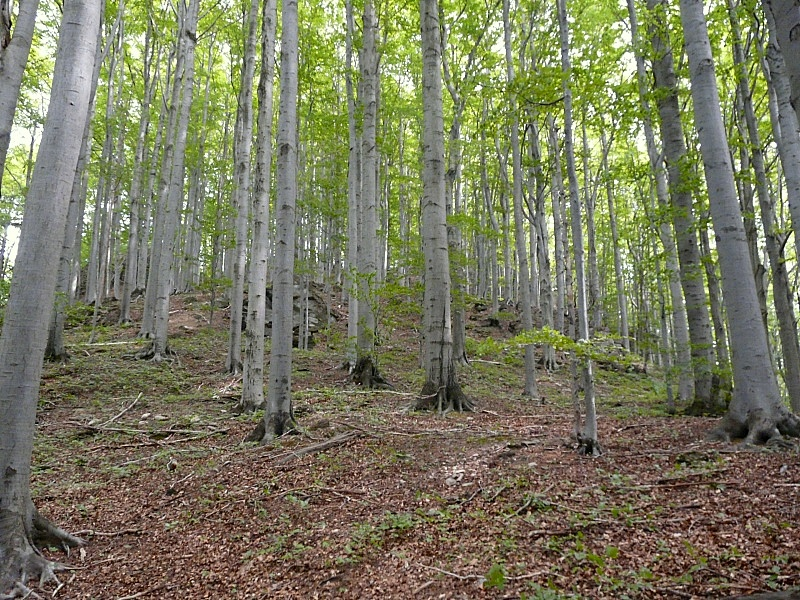
Buczyna w rezerwacie
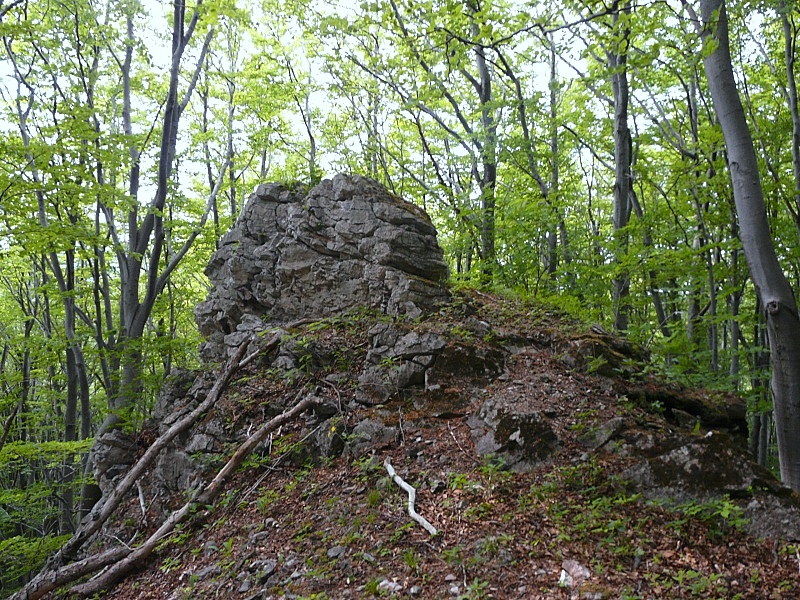
Skała na szczycie Cisowiec
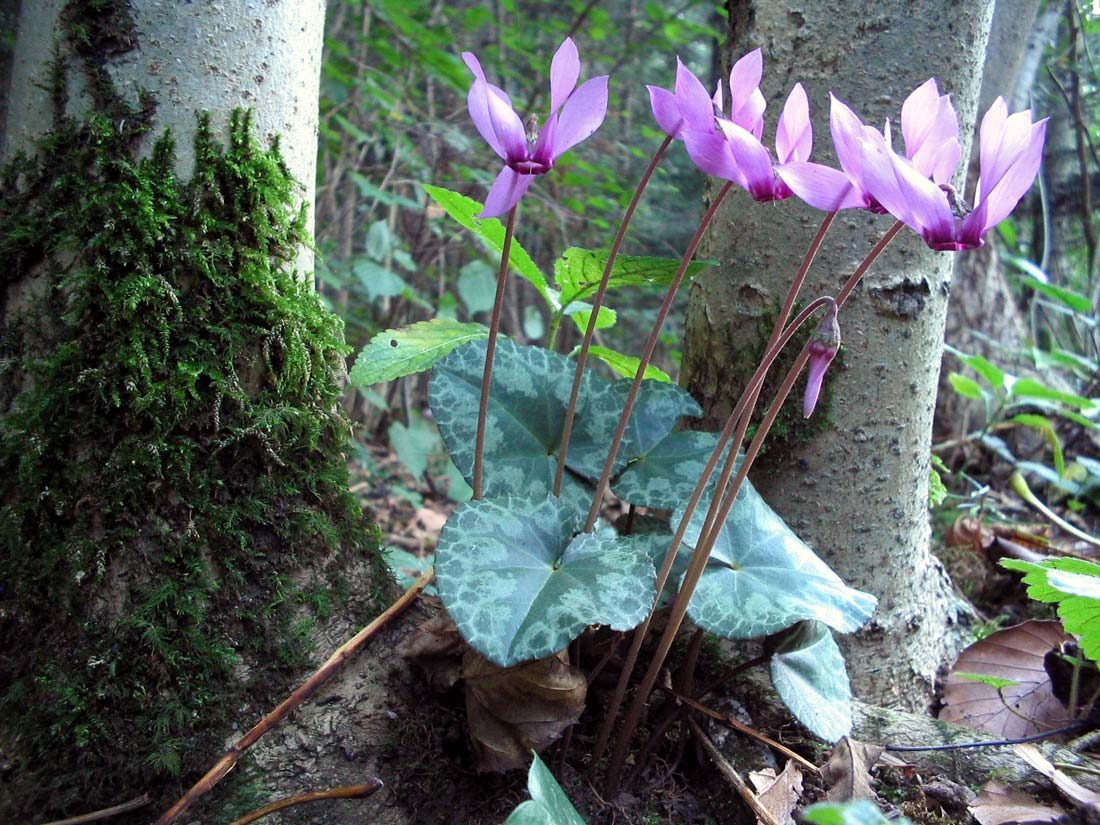
Cyklamen purpurowy
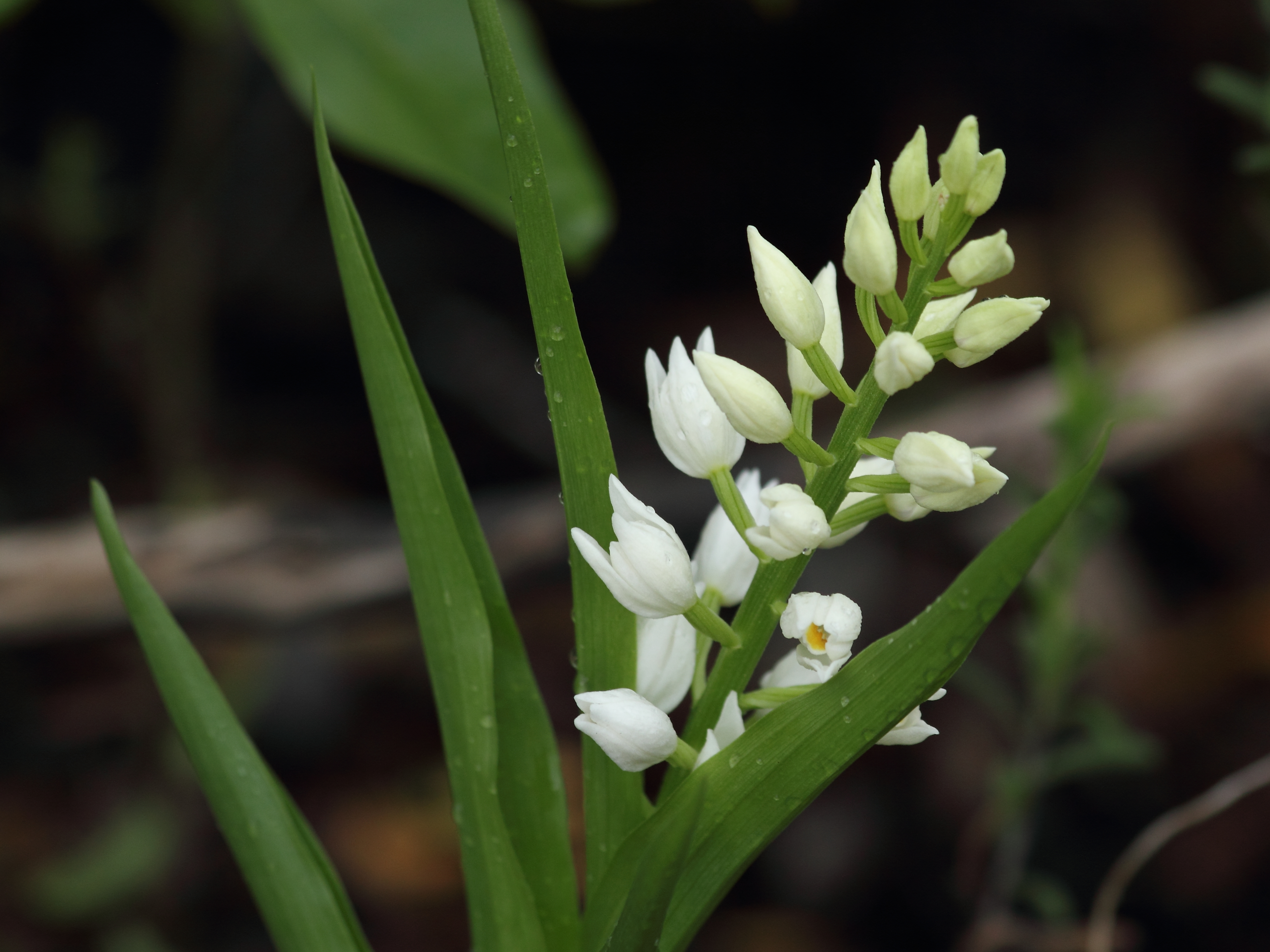
Buławnik mieczolistny